# Liste der Kulturdenkmäler in Bell (bei Mendig)
In der Liste der Kulturdenkmäler in Bell sind alle Kulturdenkmäler der rheinland-pfälzischen Ortsgemeinde Bell aufgeführt. Grundlage ist die Denkmalliste des Landes Rheinland-Pfalz (Stand: 27. Oktober 2023).

## Einzeldenkmäler
| Bezeichnung                   | Lage                                                            | Baujahr                  | Beschreibung | Bild            |
| ----------------------------- | --------------------------------------------------------------- | ------------------------ | --- | --------------- |
| Burg Bell                     | Burghof Lage                                                    | 1241                     | ehemalige Wasserburg der Herren von Bell, 1241 erstmals erwähnt; Hauptgebäude im 18. Jahrhundert unter den Herren von Brewer ausgebaut, im 19. Jahrhundert nochmals spätklassizistisch überformt; zweieinhalbgeschossiger Putzbau mit Satteldach und mittlerem Zwerchgiebel; Toranlage mit zinnenbekrönten Pfeilern | Fotos hochladen |
| Kreuze                        | Hauptstraße/Grabenstraße, bei der Kirche Lage                   | 17. und 18. Jahrhundert  | Wegekreuz, bezeichnet 1793; zwei Grabkreuze; Wegekreuz, 1703; Grabkreuz, 18. Jahrhundert; Wegekreuz, bezeichnet 1603 und 1712; Nischenkreuz, bezeichnet 1666 | Fotos hochladen |
| Wegekapelle                   | Hauptstraße, bei Nr. 2 Lage                                     | 18. Jahrhundert          | Wegekapelle, wohl aus dem 18. Jahrhundert; Nischenkreuz, 1672 | Fotos hochladen |
| Schulhaus                     | Hauptstraße 11 Lage                                             | vor 1826                 | ehemalige Schule; Tuffquaderbau, Walmdach, Rundbogenstil, vor 1826, Architekt Johann Claudius von Lassaulx, Koblenz | Fotos hochladen |
| Katholische Kirche St. Florin | Hauptstraße, zwischen Nr. 46 und 48 Lage                        | 1913–15                  | Saalbau, Bruchstein, 1913–15 | Fotos hochladen |
| Kapelle                       | Hauptstraße, zwischen Nr. 53 und 55 Lage                        | 19. Jahrhundert          | neugotische Kapelle, 19. Jahrhundert | Fotos hochladen |
| Maske                         | Hauptstraße, an Nr. 66 Lage                                     |                          | Maske | Fotos hochladen |
| Wohnhaus                      | Kirchstraße 2 Lage                                              | 18. oder 19. Jahrhundert | Bruchsteinbau, Krüppelwalmdach, 18. oder 19. Jahrhundert | Fotos hochladen |
| Wohnhaus                      | Kirchstraße 4 Lage                                              | 18. Jahrhundert          | Fachwerkhaus, teilweise massiv, 18. Jahrhundert | Fotos hochladen |
| Florinskapelle                | Kirchstraße, bei Nr. 21 Lage                                    |                          | Chor der alten katholische Florinskapelle | Fotos hochladen |
| Bildstock                     | Wehrer Straße, bei Nr. 23 Lage                                  | 1631                     | Bildstock, bezeichnet 1631 | BW              |
| Kapelle                       | Wehrer Straße, Ecke Nippesstraße Lage                           | 20. Jahrhundert          | Kapelle, wohl aus dem 20. Jahrhundert; Bildstockfragment, bezeichnet 1613 | Fotos hochladen |
| Kriegerdenkmal und Grabmal    | Wehrer Straße, auf dem Friedhof Lage                            |                          | Kriegerdenkmal, Kreuzigung; neugotisches Grabmal Philipp Adolf von Bremer | Fotos hochladen |
| Wegekreuz                     | nördlich des Ortes an der L 82 Lage                             | 1631                     | Wegekreuz | Fotos hochladen |
| Wegekreuz                     | nördlich des Ortes an der Kreuzung von L 82 und K 56 Lage       | 19. Jahrhundert          | Wegekreuz; Metallkorpus, davor Sockel, wohl aus dem 19. Jahrhundert | Fotos hochladen |
| Kreuze                        | östlich des Ortes Lage                                          |                          | zwei Grabkreuzfragmente | BW              |
| Wegekreuz                     | südöstlich des Ortes an der L 120 Lage                          | 1699                     | Wegekreuzfragment, bezeichnet 1699 | BW              |
| Kreuzweg                      | südöstlich des Ortes an der L 120 am Tanzberg Lage              | 1713                     | Sieben Fußfälle und Wegekreuzfragment, bezeichnet 1713, erneuert 1930 und 1988 | BW              |
| Wegekreuz                     | südwestlich des Ortes an der L 82 kurz vor dem Ortseingang Lage | 1658                     | Wegekreuz, bezeichnet 1658 | BW              |